# Mont Poromoi
Le mont Poromoi (ポロモイ岳, Poromoi-dake) est un stratovolcan dans la péninsule de Shiretoko en Hokkaidō au nord-est du Japon.